# 道の駅みなまた
道の駅みなまた（みちのえき みなまた）は、熊本県水俣市にある国道3号の道の駅である。

## 概要
水俣市の中心街から2 kmほど南に位置し、環境と健康をテーマとしたエコパーク水俣の中にあり、家族づれで楽しめる。また、バラがあり約600種類、6000本のバラが楽しめ、春バラ（4月下旬 - 5月）秋バラ（10月下旬 - 11月）が見ごろ。
観光物産館「まつぼっくり」周辺では毎月第4土曜日に海産物や農産物を販売する「みなまた新鮮市」が開かれる。市は2018年10月に10周年を迎えた。

## 道路
- 国道3号

## 主な施設
- 駐車場
  - 普通車：78台
  - 大型車：14台
  - 身障者用 : 26台
- トイレ
  - 男：8器
  - 女：6器
  - 身障者用：3器
- 公衆電話
- みなまた観光物産館
- 情報提供コーナー
- レストラン「味の駅たけんこ」 ※営業時間は、11:00 - 14:00

## 休館日
- 毎週月曜日
- 年末年始（レストランのみ）

## 周辺
- 湯の児温泉